# Craig Kelly
Craig Kelly (Granite City, 1º aprile 1966 – Revelstoke, 20 gennaio 2003) è stato uno snowboarder statunitense.
Fu soprannominato The Godfather of Freeriding (Il padrino del Freeride) e Terje Håkonsen lo ha definito come il miglior snowboarder di tutti i tempi. Nel corso dei suoi 15 anni di carriera professionista vinse quattro campionati mondiali e tre statunitensi.
Morì nei pressi di Revelstoke, nella Columbia Britannica (Canada), il 20 gennaio 2003, sotto una valanga che investì otto persone e ne uccise sei oltre a lui. Nonostante il gruppo escursionistico fosse ben equipaggiato e preparato per fronteggiare situazioni simili, il bollettino del giorno indicava un forte rischio di valanghe nella zona dove esso si era diretto.